# Division de l'Empire mongol
Cet article traite de la fragmentation de l'Empire mongol en quatre Khanats autonomes à partir du XIIIe siècle et non pas des divisions administratives de l'Empire mongol à l'époque ou il était politiquement unifié.
La division de l'Empire mongol commence lorsque Möngke Khan meurt en 1259 lors du siège de Diaoyucheng (en), sans avoir désigné de successeur. Cette vacance du pouvoir provoque un affrontement sanglant entre les membres de la famille de Tolui pour le titre de Khagan, affrontement qui dégénère en guerre, la guerre civile toluid. Cette guerre civile, associée à la guerre entre Berké et Houlagou Khan et à la guerre entre Qaïdu et Kubilai, affaiblit grandement l'autorité du Khagan au sein de l'Empire mongol. Finalement, l'empire se disloque en quatre khanats : la Horde d'or au Nord-Ouest, le Khanat de Djaghataï au centre, l'Ilkhanat au Sud-Ouest et la Dynastie Yuan à l'Est. Même si les empereurs Yuan continuent de porter le titre de Khagan de l'Empire mongol, leur autorité sur les trois autres Khans est purement symbolique, chacun des quatre khanats poursuivant ses propres intérêts et objectifs, avant de disparaître à des moments différents.

## Conflit autour de la succession

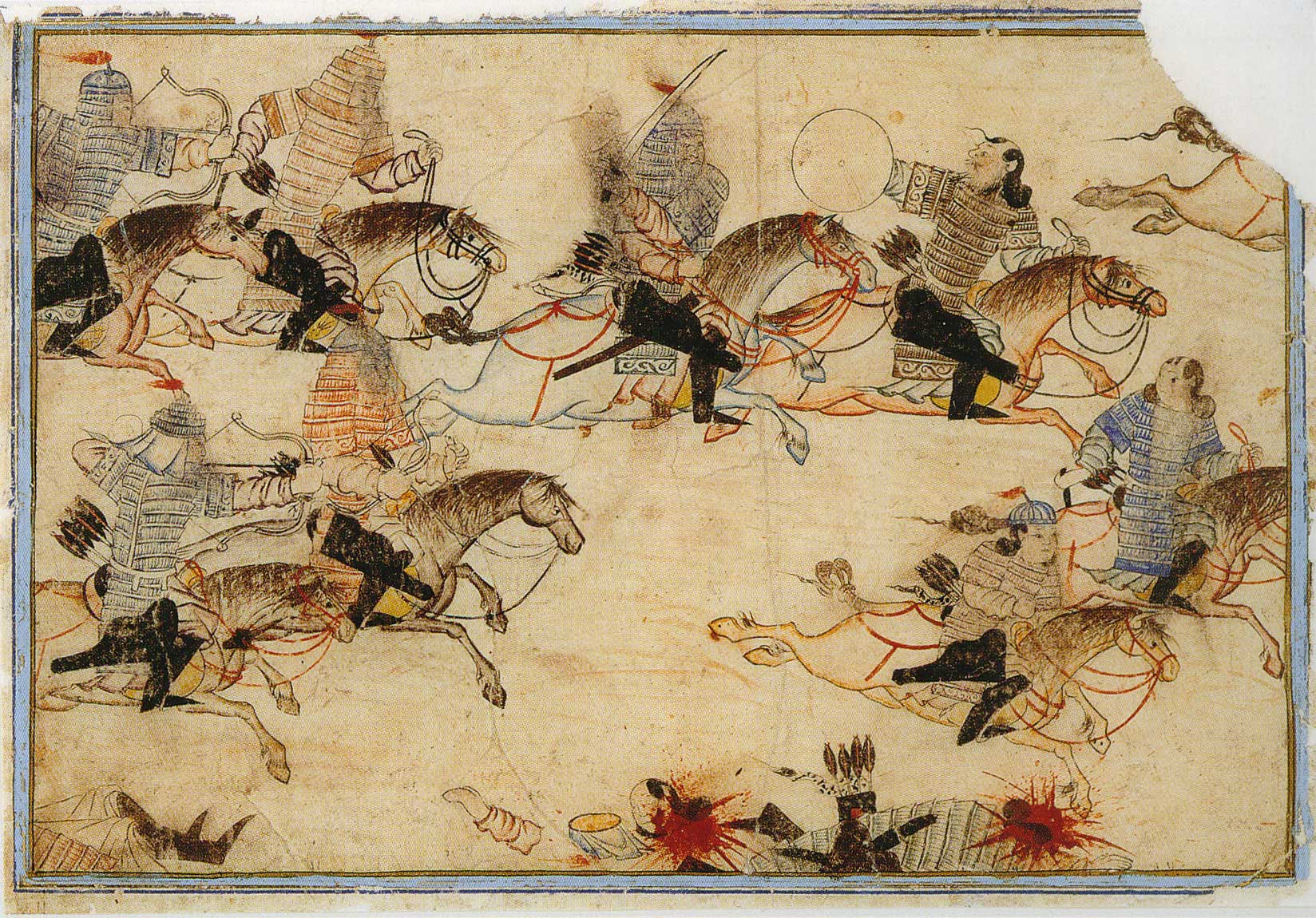
Cavaliers mongols au combat.

Au moment du décès de Möngke, son frère Houlagou Khan est en pleine conquête de la Syrie. Lorsqu'il est mis au courant, il part vers la Mongolie avec le gros de ses troupes pour participer au Qurultay qui doit désigner le successeur de Möngke comme Khagan. Pour continuer la conquête syrienne, il ne laisse sur place qu'un petit contingent commandé par son général Ketboğa. Les deux principaux camps en lutte pour le contrôle de la région, les Princes chrétiens des États latins d'Orient et les Mamelouks musulmans d'Égypte, reconnaissent tous deux que les Mongols constituent la plus grande menace et profitent de l'affaiblissement de l'armée mongole pour établir une trêve de facto très inhabituelle.
En 1260, une armée de Mamelouks sort d'Égypte pour marcher sur la Syrie, en profitant du fait que leurs troupes sont autorisées à camper et à se ravitailler près de la forteresse chrétienne d'Acre. Ils engagent le combat contre les forces de Ketboğa juste au nord de la Galilée, lors de la bataille d'Aïn Djalout. Les Mongols sont vaincus et Ketboğa est exécuté. Cette bataille décisive marque la limite occidentale de l'expansion mongole, car ces derniers n'ont plus jamais été en mesure d'aller au-delà de la Syrie lors de leurs expéditions militaires suivantes.
Pendant ce temps, dans une autre partie de l'empire, Kubilai Khan, un autre frère de Houlagou et Möngke, apprend la mort du Grand Khan sur les rives de la rivière Huai en Chine. Plutôt que de retourner dans la capitale, il continue d'avancer avec ses troupes dans la région de Wuchang en Chine, près du fleuve Yangzi Jiang. Profitant de l'absence d'Houlagou et de Kubilai, Ariq Boqa, leur frère cadet, profite de sa position dans la capitale pour remporter le titre de Grand Khan en ralliant à sa cause les représentants de toutes les branches de la famille des Gengiskhanides présents sur place lors du Qurultay de Karakorum. Quand Kubilai l'apprend, il convoque son propre Qurultay à Kaiping, où pratiquement tous les grands princes et les grands noyans résidant en Chine du Nord et en Mandchourie soutiennent sa candidature plutôt que celle d'Ariq Boqa.

## Guerre civile

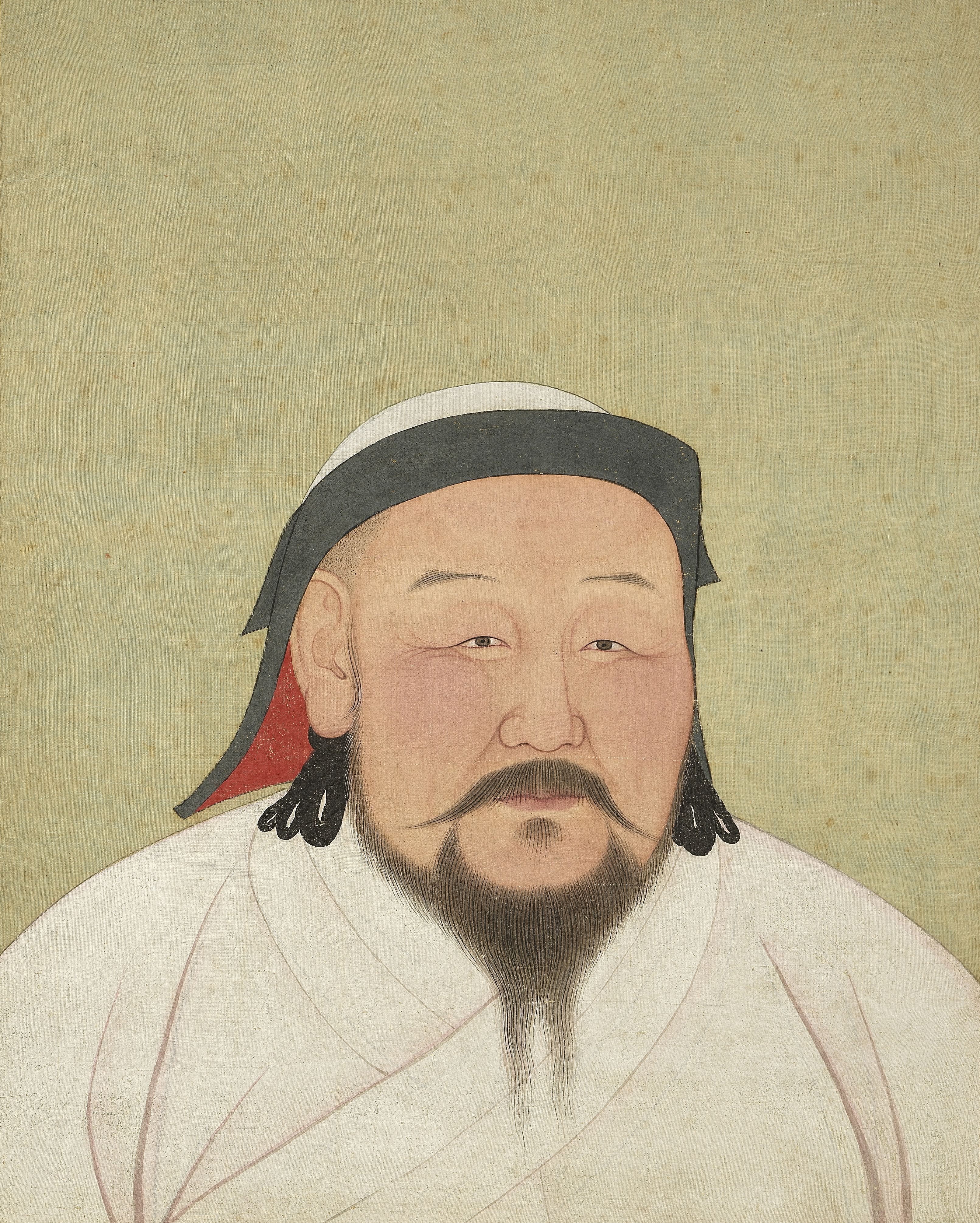
Kubilai Khan, petit-fils de Gengis Khan et fondateur de la Dynastie Yuan.

Des batailles s'ensuivent entre les armées de Kubilai et celles de son frère Ariq Boqa, qui s'appuie sur les troupes toujours loyales à Möngke et qui considèrent qu'Ariq est son successeur légitime. L'armée de Kubilai élimine facilement les partisans d'Ariq un par un et prend le contrôle de l'administration civile dans le sud de la Mongolie. Mais Kubilai doit faire face à d'autres menaces, ses cousins, les Djaghataïdes,,. Kubilai envoie Abishka, un prince Djaghataïde qui lui est fidèle, prendre le contrôle des territoires de Djaghataï. Cependant, Ariq Boqa réussit à capturer et exécuter Abishka, avant d'installer son propre dirigeant sur le trône des Djaghataï, Alghu, faisant ainsi du Khanat de Djaghataï son nouvel allié. Pendant ce temps, la nouvelle administration de Kubilai bloque Ariq Boqa en Mongolie et tente de couper ses voies de ravitaillement, provoquant ainsi une famine. Karakorum tombe rapidement entre les mains de Kubilai, mais Ariq réussit à rallier ses fidèles et reprend la capitale en 1261,,.
Dans le sud-ouest de l'empire mongol, Houlagou, le Khan de l'Ilkhanat, fait partie des fidèles de Kubilai. Mais, dès 1262, des affrontements éclatent entre lui et leur cousin Berké, le Khan de la Horde d'or, soit l'État qui correspond à la partie nord-ouest de l'empire. En effet, la mort suspecte de princes djötchides au service d'Houlagou, la répartition inégale du butin de guerre, la prise de Bagdad et les massacres de musulmans perpétrés par Houlagou augmentent la colère et le ressentiment de Berké (ce dernier s'est converti à l'Islam quelques années auparavant) par rapport à son cousin. Le Khan de la Horde d'or commence par envisager de soutenir une rébellion du royaume de Géorgie contre l'Ilkhanat en 1259-1260, mais renonce et préfère sceller une alliance avec les Mamelouks d'Égypte contre Houlagou et soutenir Ariq Boqa contre Kubilai.
Houlagou meurt le 8 février 1264, peu de temps après avoir subi une importante défaite face aux troupes de la Horde d'or. Berké cherche à en profiter pour envahir l'Ilkhanat, mais il meurt à son tour alors qu'il est route. Quelques mois plus tard, Alghu, qui était toujours le Khan du Khanat de Djaghataï, meurt également. Kubilai choisit Abaqa, le fils d'Houlagou, comme nouveau Khan de l'Ilkhanat. Ce dernier se met à essayer d'établir des alliances avec des pays étrangers contre ses ennemis, comme l'alliance franco-mongole qu'il cherche à établir avec les Européens contre les Mamelouks d'Égypte. De son côté, Kubilai profite de la vacance du pouvoir au sein de la Horde d'or pour faire de Mengü Temür, le petit-fils de Batu, le nouveau Khan. Isolé et vaincu, Ariq Boqa se rend à Kublai à Shangdu le 21 août 1264.

## Désintégration de l'empire en quatre khanats
L'établissement de la dynastie Yuan (1271-1368) par Kubilai Khan accélère la fragmentation de l'Empire mongol en quatre khanats distincts : la dynastie Yuan, la Horde d'Or, le Khanat de Djaghataï  et l'Ilkhanat. En 1304, un traité de paix entre les khanats est signé, qui établit la suprématie nominale de la dynastie Yuan sur les khanats occidentaux. Cependant, cette suprématie n'a rien à voir avec le contrôle de l'empire dont bénéficiaient les Khagans précédents. Des conflits, tels que des affrontements frontaliers, continuent à opposer entre eux les royaumes mongols tout au long de leurs existences. La guerre entre Esen-bouqa et Ayurbarwada Buyantu Khan est un bon exemple de ces conflits à répétition. Finalement, les quatre khanats continuent d'exister et de fonctionner comme des États séparés et finissent par disparaître à des moments différents.

### Dynastie Yuan

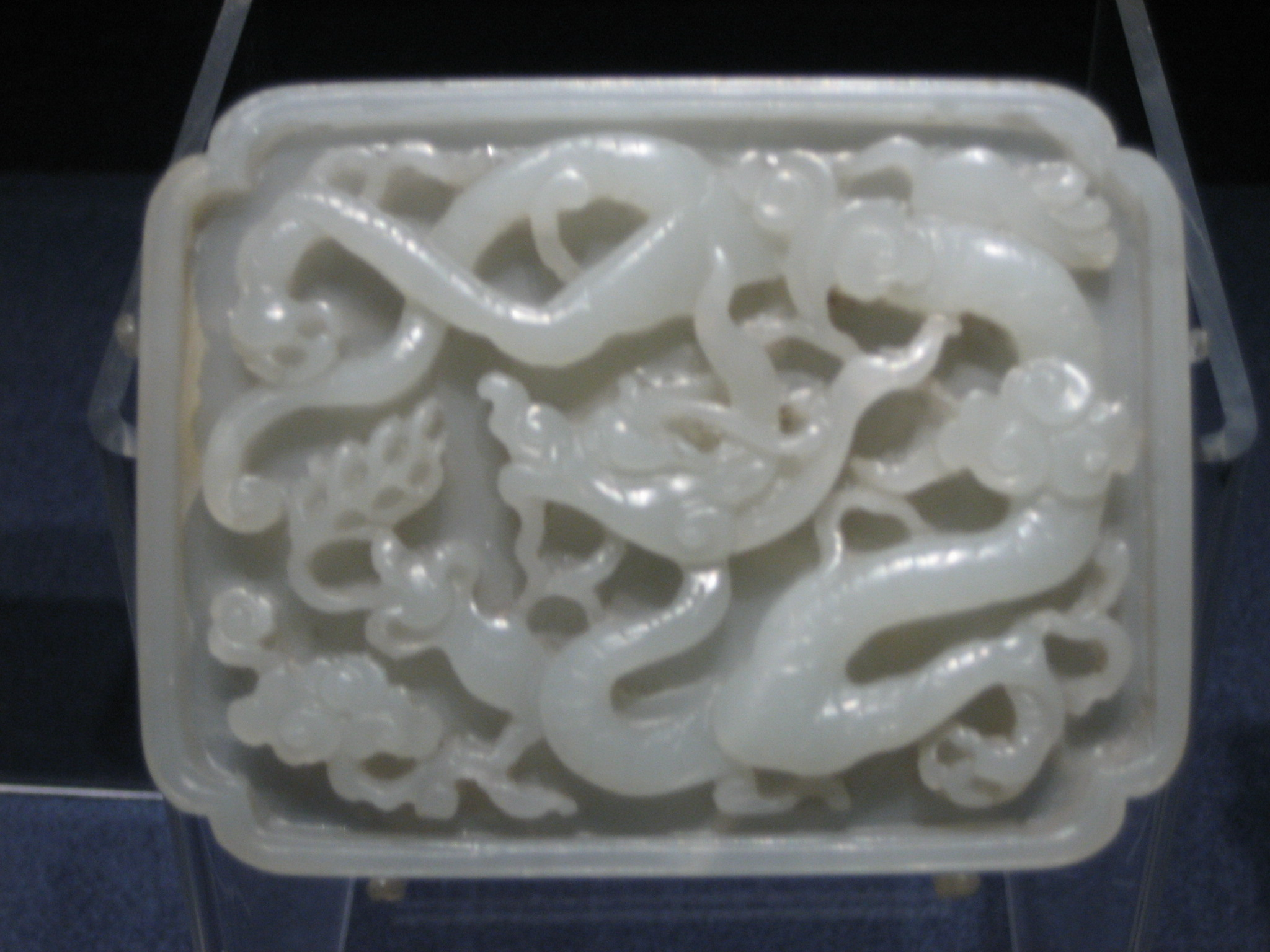
Plaque de ceinture en jade datant de la dynastie Yuan, ornée de motifs sculptés représentant un dragon oriental.

Le transfert de la capitale de l'Empire mongol à Cambaluc par Kublai Khan en 1264 a suscité l'opposition de nombreux Mongols. Ainsi, si Ariq Boqa s'est battu contre Kubilai, c'est en partie pour garder le centre de l'Empire en Mongolie. Après la mort d'Ariq, cette lutte est reprise par Qaïdu, un petit-fils d'Ogedei Khan et le seigneur Nayan.
En éliminant la dynastie Song, Kubilai Khan achève la conquête de la Chine. Par la suite, les flottes de la dynastie Yuan tentent d'envahir le Japon en 1274 et 1281, mais les deux invasions échouent, et un grand nombre de leurs navires sont détruits, suite à des tempêtes appelées kamikazes (vent divin) qui se déchaînent à chaque fois. En 1289, Kubilai doit faire face à une révolte de certains guerriers mongols, qu'il réussit à mater. Il meurt en 1294 et c'est son fils Temür Khan qui lui succède. Le nouveau khan poursuit la lutte contre Qaïdu, qui dure jusqu'à la mort de ce dernier en 1301. Ayurbarwada Buyantu Khan arrive au pouvoir en 1312 et met en place un système d'examen pour intégrer la fonction publique en 1313, une première sous la dynastie Yuan.
Une rébellion connue sous le nom de révolte des Turbans rouges débute en Chine dans les années 1350 et elle prend de l'ampleur, jusqu'à ce que la dynastie Yuan finisse par être renversée par la dynastie Ming en 1368. Le dernier empereur yuan, Togoontomor, s'enfuit vers le nord à Yingchang où il meurt en 1370. Avant de mourir, il fonde une nouvelle dynastie basée sur ce qu'il reste du territoire du Yuan, la dynastie Yuan du Nord. Durant les décennies suivantes, les Mongols des Yuan du Nord continuent de résister à la poussée de la Chine des Ming.

### Horde d'or

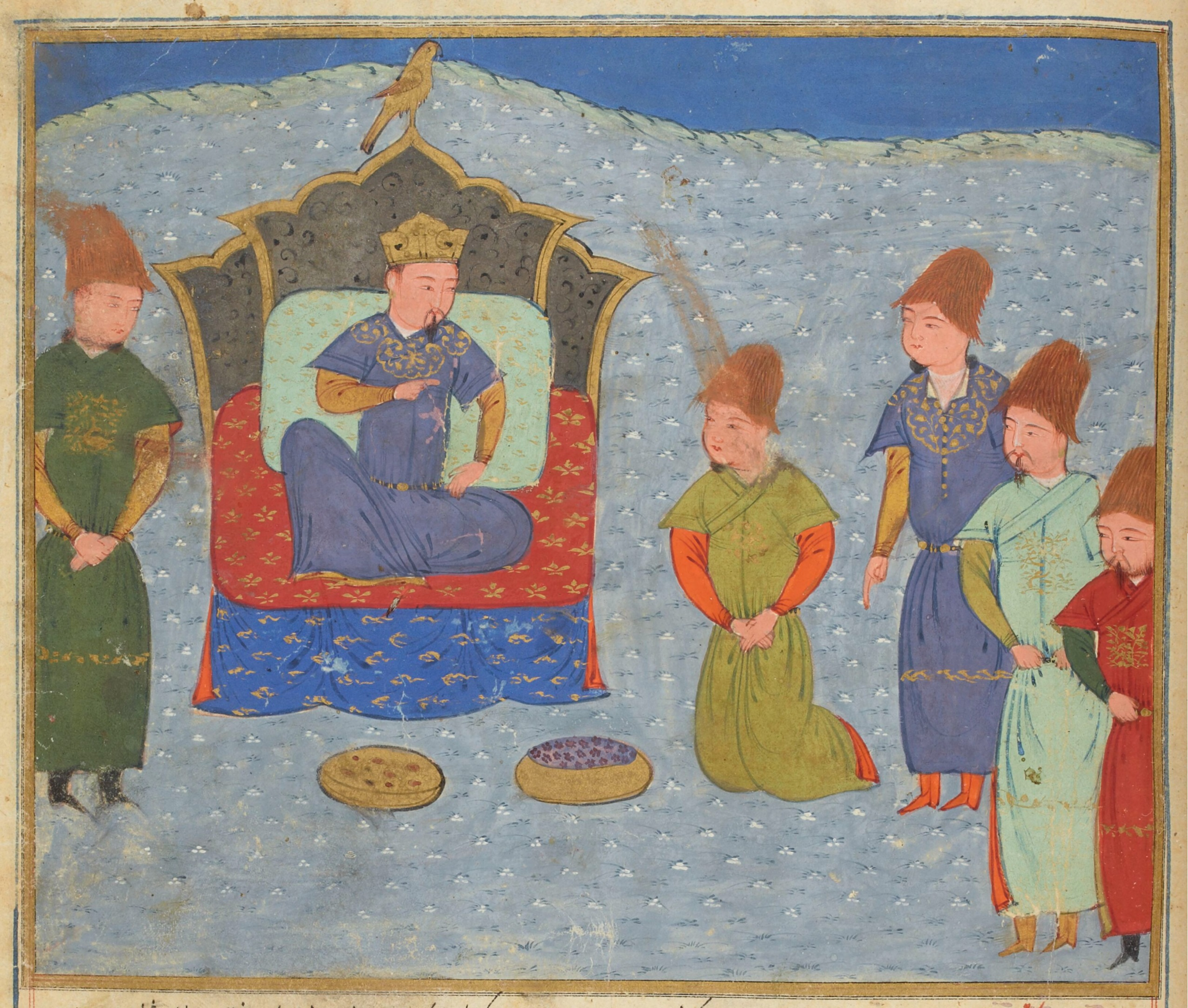
Batu, le Khan fondateur de la Horde d'or.

La Horde d'Or est fondée par Batu, le fils de Djötchi, en 1243. Le territoire de la Horde d'Or comprend la région de la Volga, les montagnes de l'Oural, les steppes du nord de la mer Noire, l'avant-Caucase, la Sibérie occidentale, la mer d'Aral et le bassin de l'Irtych. Les diverses principautés de la Rus sont des vassales de la Horde d'or.
Dans un premier temps, la capitale est localisée à Sarai Batu, avant d’être transférée à Sarai Berke. Cet empire étendu s'affaiblit à cause des diverses rivalités entre les descendants de Batu et finit par se scinder en plusieurs États au XVe siècle : le Khanat de Kazan, le Khanat d'Astrakhan, le Khanat de Crimée, le Khanat de Sibérie, la Grande Horde, la Horde Nogai et la Horde blanche. La Grande-principauté de Moscou conquiert le Khanat de Kazan en 1552, le Khanat d'Astrakhan en 1556, le Khanat de Sibérie en 1582, et l'Empire russe le Khanat de Crimée en 1783.

### Khanat de Djaghataï

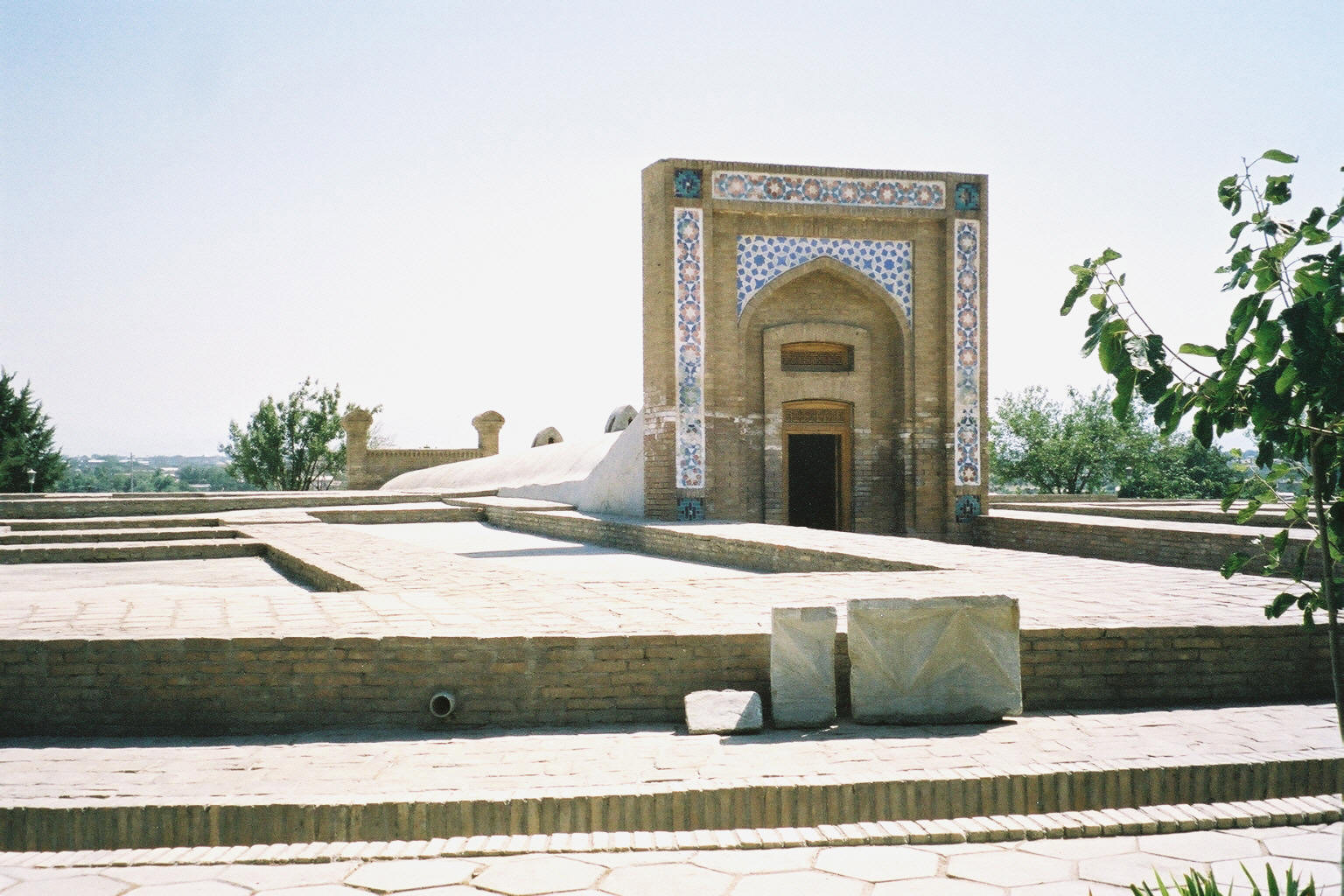
l'Observatoire astronomique d'Ulugh Beg a Samarcande

Le Khanat de Djaghataï devient indépendant de facto en 1266 et comprend l'Asie centrale, le lac Balkhach, la Kasgharie, l'Afghanistan et le Jetyssou. Ce royaume est partagé en deux grandes régions, la Transoxiane  (en arabe : mā warāʾ an-nahr, ما وراء النهر, « au-delà du fleuve », en ouzbek Movaraunahr) et ses peuples sédentaires à l'Ouest, le Mogholistan (« pays des Mongols », en persan) et ses peuples nomades à l'Est. L'histoire de ce Khanat est marquée par les guerres contre les autres Khanats mongols, comme lors de la guerre entre Esen-bouqa et Ayurbarwada Buyantu Khan, et les luttes internes entre les clans des deux grandes régions qui le composent. Avec le temps, la dynastie régnante perd en puissance, principalement à cause des luttes intestines pour le pouvoir entre les djagathaïdes. En 1326, Tarmachirin monte sur le trône du Khanat. Il est le dix-septième khan de la dynastie des Djaghataïdes. Né bouddhiste, il se convertit à l'islam, ce qui provoque la révolte des nomades bouddhistes du Mogholistan en 1334. En effet, ces derniers voient cette conversion comme une trahison envers les traditions gengiskhanides et les principes du Yassa. Cette révolte s’achève par la déposition et l'exécution de Tarmachirin la même année et l'éclatement du khanat de Djaghataï, la Transoxiane musulmane et le Mogholistan bouddhiste devenant deux Khanats distincts. 
Le Mogholistan gagne en puissance pendant le règne de Tamerlan (1395-1405), un seigneur de guerre du clan Barlas. Il vainc Tokhtamych, le Khan de la Horde d'Or en 1395 et annexe l'avant-Caucase aux dépens de ce dernier. Ensuite, il détruit l'armée du sultan turc près d'Angora, ce qui retarde d'un demi-siècle la conquête turque de l'Empire byzantin. Malgré ces victoires, son œuvre reste fragile et son empire se fragmente peu après sa mort.
Ulugh Beg (1409-1449), le petit-fils de Tamerlan, règne sur la Transoxanie. Cette période est marquée par un développement significatif du commerce et de l'économie de la Transoxanie. Ulugh fait construire un observatoire astronomique près de Samarcande en 1429 et dirige l'équipe de 60–70 savants qui rédige le zij-e soltâni, des tables astronomiques rassemblant les théories de l'époque sur l'astronomie et un catalogue de plus de 1000 étoiles avec leurs positions précises sur la sphère céleste.
La longue rivalité entre Mogholistan et les Oirats pour le contrôle des routes commerciales prend fin avec la défaite des premiers face aux seconds en 1530. Babour, un souverain timouride de Kaboul, conquiert la majeure partie de l'Inde en 1526 et fonde l'Empire moghol. Cet Empire se divise en plusieurs États de moindre importance aux XVIIIe et XIXe siècles et disparaît définitivement lorsque sa capitale est conquise par l'Empire britannique en 1858.

### Ilkhanat

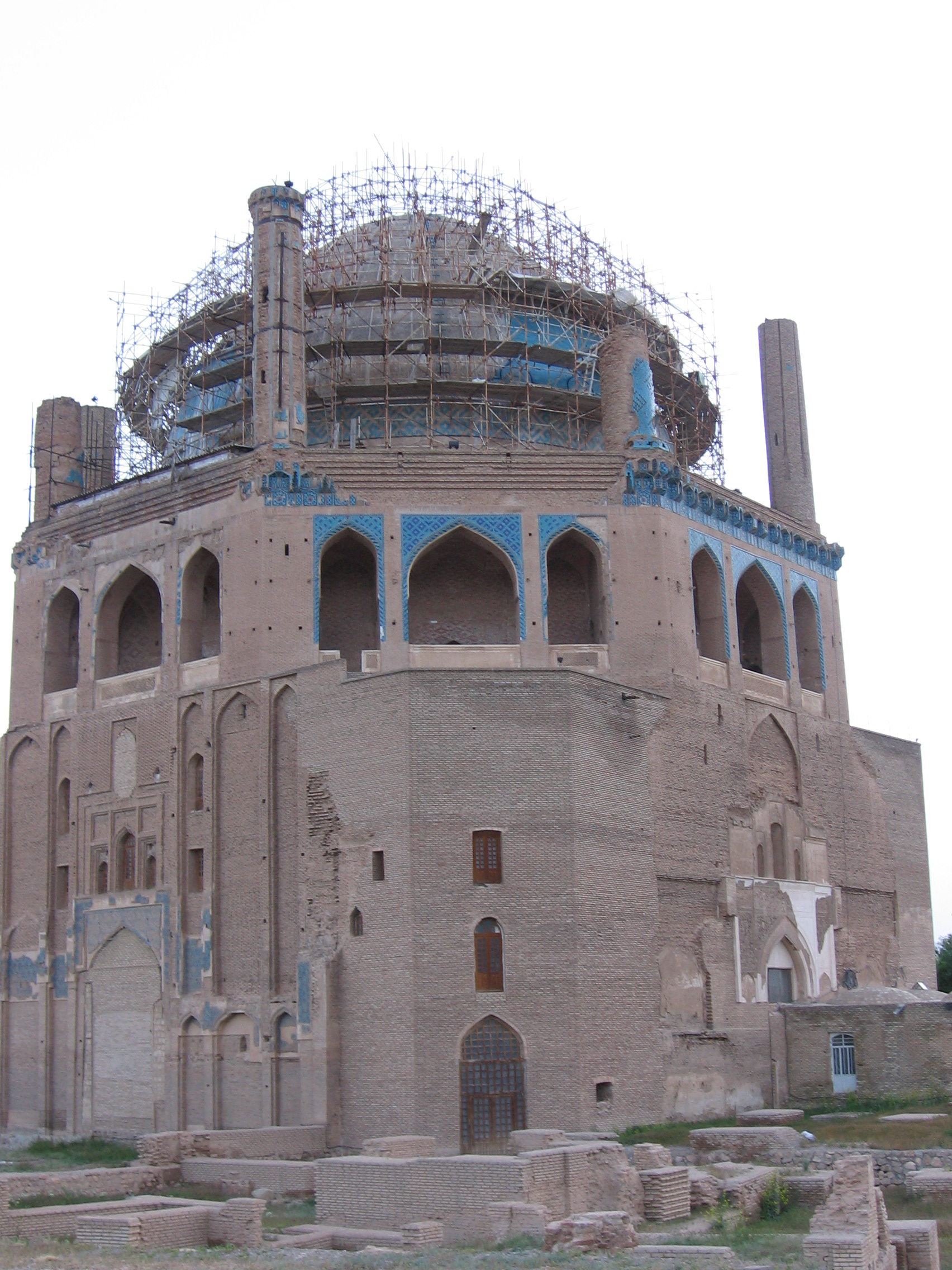
Dôme de Soltaniyeh

L'Ilkhanat, qui est dirigé par les descendants d'Houlagou Khan, est fondé en 1256. Il comprend la Perse, une partie de l'Irak actuel, la Transcaucasie, la partie Est de l'Asie mineure et le Turkestan occidental. Alors que les premiers dirigeants du khanat adoptent et pratiquent de plus en plus le bouddhisme tibétain, la situation change après l'intronisation de l'Ilkhan Ghazan (1295-1304), qui se convertit à l'Islam. Tous ses successeurs seront également des musulmans. En 1300, Rashid al-Din commence à écrire le Jami al-tawarikh (Histoire universelle), sur ordre de Ghazan. Il rédige cet ouvrage en coopération avec des historiens mongols et prend comme base l'Altan Debter (Livre d'Or), une histoire des Mongols aujourd'hui perdue qui a été écrite par l'historien Mongol Bolad. Ses travaux sont achevés en 1311 sous le règne de l'Ilkhan Oldjaïtou (1304-1316). 
Fidèles alliés des empereurs de la dynastie Yuan, les Ilkhans se retrouvent régulièrement impliqués dans les conflits entre les Yuan et les autres Khanats mongols, comme lors de la guerre civile Toluid ou de la guerre entre Esen-bouqa et Ayurbarwada Buyantu Khan. Mais l'histoire de l'Ilkhanat est surtout marquée par un conflit quasi-permanent avec les Mamelouks, qui règnent sur l’Égypte au Sud et les premiers Khans de la Horde d'or au Nord. Cette guerre sur deux fronts ne prend définitivement fin que lorsque l'Ilkhan Abu Saïd Bahadur, suivant ainsi les conseils de son ministre Chupan, signe un traité de paix avec les Mamelouks en 1322/1323, après avoir subi une ultime et cuisante défaite lors de la bataille de Marj as-Suffar. Après la mort d'Abou Sa'id, l'Ilkhanat se désintègre rapidement en plusieurs États, dont le plus important est celui de la dynastie des Jalayirides, qui est fondée par Hassan Bozorg.

## Voir également
- Empire mongol
- Dynastie Yuan en Asie Centrale
- Turco-mongol
- Touranisme
- Tartarie
- Asie centrale